# جو واترس (مغني)
جو واترس (بالإنجليزية: Joe Waters)‏ هو مغني ومغن مؤلف أمريكي، ولد في 19 سبتمبر 1947، وتوفي في 18 فبراير 2008.